# HD77113
HD77113 — хімічно пекулярна зоря спектрального класу A3, що має видиму зоряну величину в смузі V приблизно  8,3.
Вона  розташована на відстані близько 512,0 світлових років від Сонця.